# カルロ・ロヴェッリ
カルロ・ロヴェッリ（Carlo Rovelli、1956年5月3日 - ）は、イタリアの理論物理学者、サイエンスコミュニケーターである。イタリア、ヴェローナ生まれ。ループ量子重力理論を提唱した。

## 日本語著作
- 「世の中ががらりと変わって見える物理の本」 竹内薫監訳、関口英子訳、河出書房新社 2015.11
  - 「すごい物理学入門」 竹内薫監訳、関口英子訳、河出文庫 2020
- 「すごい物理学講義」 竹内薫監訳、栗原俊秀訳、河出書房新社 2017.5／河出文庫 2019
- 「時間は存在しない」 冨永星訳 NHK出版 2019.8
- 「世界は「関係」でできている 美しくも過激な量子論」 冨永星訳 NHK出版　2021.10
- 「カルロ・ロヴェッリの科学とは何か」 栗原俊秀訳 河出書房新社 2022.2
- 「ロヴェッリ一般相対性理論入門」 真貝寿明訳 森北出版 2023.7
- 「規則より思いやりが大事な場所で 物理学者はいかに世界を見ているか」 冨永星訳 NHK出版 2023.12